# Paul Segieth
Paul Segieth (* 2. Januar 1884 in Königshütte; † 5. Juni 1969 in Hundham, Gemeinde Samerberg) war ein deutscher Maler und Zeichner.

## Leben
Paul Segieth wurde 1884 als Sohn des Werkmaurers Johann Segieth und dessen Ehefrau Hedwig Therese geb. Wytzka geboren. Nach seinem Militärdienst ging Segieth mit einer Empfehlung seines Professors der Breslauer Kunstakademie nach München. In den Jahren 1911 bis 1913 hielt er auf ca. 150 Blättern das Leben und Treiben im Münchener Künstler-Viertel Schwabing fest. Insbesondere die Besucher des Café Stefanie, dem im Volksmund so genannten 'Café Größenwahn'. Später war Segieth vor allem Landschaftsmaler.
In der Zeit des Nationalsozialismus war Segieth Mitglied der Reichskammer der bildenden Künste. Für diesen Zeitraum ist seine Teilnahme an sieben Ausstellungen belegt.
Die beiden Söhne des Malers, Johannes Segieth (selbst Kunstmaler) und Albrecht Segieth haben den Nachlass ihres Vaters bis zu ihrem Tod erhalten, gepflegt und verwaltet. Die Nachfolge haben die Enkelinnen, Clelia Segieth, promovierte Kunsthistorikerin, Buchautorin und bis 2012, Kuratorin des Buchheim-Museums in Bernried am Starnberger See und Floria Segieth-Wuelfert, Restauratorin, angetreten.